# Conseillers du dauphin Charles en 1418
Les conseillers qui entourèrent le dauphin Charles (futur Charles VII de France) en 1418. Tous ces hommes sont originaires de l'Ouest, du Sud-Ouest de la France ou de l'île-de-France.

## Les conseillers laïcs
- Robert Le Maçon, chancelier de la couronne
- Jean Louvet, sgr de Mirandol, ancien président de Provence, attaché aux Finances
- Tanneguy III du Chastel,ancien  prévôt de Paris, chef de guerre
- Arnault Guilhem de Barbazan, le  chevalier sans reproche.
- Pierre de Beauveau, ancien chambellan de Louis d'Anjou
- Pierre Frotier, baron de Preuilly, chef de la compagnie de la garde royale
- Guillaume II de Narbonne, bailli de Touraine
- Pierre de Rieux, Maréchal de France
- Hémon Raguier, trésorier des Guerres

- Guillaume de Gamaches
- Guillaume de Montenay
- Raymond Raguier, (frère d'Hémon Raguier)
- Guillaume du Roussillon
- Hugues d'Arpajon en Rouergue
- Jean de Torsay, maître des arbalétriers
- Le sire de Mortemart
- Le sire de Montenay
- Le comte de Tonnerre
- Le comte de Penthièvre

## Les ecclésiastiques
- Martin Gouges, évêque de Clermont
- Renault de Chartres, archevêque de Reims
- Jacques Gélu, archevêque de Tours
- Jacques Jouvenel des Ursins, archevêque de Reims
- Jean II Jouvenel des Ursins, évêque de Beauvais puis archevêque de Reims

## Les financiers et hommes de loi
- Hugues de Noé, premier écuyer, maître d'écurie du dauphin
- Guillaume Cousinot, avocat au Parlement de Paris
- Jean Jouvenel des Ursins
- Guillaume Jouvenel des Ursins
- Georges de la Trémoille

## Source
- Charles VII de Georges Minois